# Blarina
Blarina é um gênero mamífero da família Soricidae. A sua saliva é tóxica.

## Espécies
- Blarina brevicauda (Say, 1823)
- Blarina carolinensis (Bachman, 1837)
- Blarina hylophaga Elliot, 1899
- Blarina peninsulae Merriam, 1895